# Jesús Galdón
Jesús Galdón (Barcelona, 1967) és un artista multidisciplinari català. Ha desenvolupat la seva trajectòria artística al voltant de la memòria, el patrimoni i la idea de continuïtat cultural. El seu treball es desenvolupa en l'àmbit del dibuix, la pintura, l'escultura, la fotografia, les instal·lacions i les intervencions artístiques. Ha realitzat més d'una vintena d'exposicions individuals i d'altres col·lectives, en l'àmbit estatal i a l'estranger. Entre les seves intervencions artístiques, destaquen la que va realitzar el 2002 a l'església de Sant Felip Neri amb l'obra “De com desconstruir el paisatge per llegir-lo”; instal·lacions com “Antinous o la historia circular”, al Museu d'Arqueologia de Catalunya (2006), “Aparèixer/desaparèixer” al Museu de Manresa (2012) o la intervenció virtual “B&babel” a la Beijing Design Week (2014), la intervenció a la Biblioteca de Catalunya “Filacteri d'infrallengua” (2015) o la intervenció Umbra temporis al Castell de Montjuïc.

## Carrera artística
La seva primera exposició individual va ser a l'Espai 13 de la Fundació Joan Miró, A aquesta banda del Mirall (1996), dins del cicle Anatomies de l'anima, comissariat per Ferran Barenblit una alabança al cos humà i una reflexió sobre la persona. A A aquesta banda del Mirall l'artista barceloní va crear siluetes masculines i femenines, a escala humana, col·locades sobre mapes físics, polítics i hidrogràfics de la Península o llocs imaginaris, tractant la geografia física i psíquica de la humanitat per evidenciar que sempre es parla i sempre es representa allò que justament està a l'altra banda del mirall. El món de la representació, de l'imaginari, del reflex. El món, en definitiva, d'Alícia en terra de meravelles. El 1998 presenta, amb gran acceptació, Adam i Eva a la Galeria Metropolitana de Barcelona, col·locant els personatges bíblics en equilibri suspès per iniciar una recerca de l'existència a través de l'art. Galdón fa un doble tribut a Gaudí en una intervenció escultòrica, a l'Església de Sant Felip Neri de Barcelona, anomenada De com desconstruir un paisatge per llegir-lo (2002). Consisteix en una estructura funicular doble invertida a partir de la paràbola que s'estén en forma de nau o passadís, amb dotze voltes de les que pengen els papers (tretze per volta). L'estructura està construïda amb fil utilitzat en la construcció, ploms, i una estructura de ferro i fusta. El 2006 col·labora amb el Museu Arqueològic de Catalunya amb la instal·lació Antínous o la història circular que tracta de reconstruir la imatge d'un passat anònim a partir de referents arqueològics amb una instal·lació. Contribu, el seu últim projecte es va presentar el 2013 al Centre d'Art Santa Mònica de Barcelona, projecte d'intervencions virtuals en realitat augmentada per a smartphones i tablets 3G, visibles amb l'aplicació LAYER, sota el nom d'Història de l'art sense noms. Aquesta tecnologia permet col·locar per gps una imatge virtual en un lloc físic determinat.